# De Ridder
De Ridder é uma cidade localizada no estado americano de Luisiana, na Paróquia de Beauregard e Paróquia de Vernon.

## Demografia
Segundo o censo americano de 2000, a sua população era de 9808 habitantes.
Em 2006, foi estimada uma população de 10.115, um aumento de 307 (3.1%).

## Geografia
De acordo com o United States Census Bureau tem uma área de
22,1 km², dos quais 22,0 km² cobertos por terra e 0,1 km² cobertos por água.

## Localidades na vizinhança
O diagrama seguinte representa as localidades num raio de 32 km ao redor de De Ridder.